# Luis Carrero Blanco
Luis Carrero Blanco, född 4 mars 1904 i Santoña, Kantabrien, Spanien, mördad 20 december 1973 i Madrid, var en spansk amiral och politiker. Han var Spaniens premiärminister från den 9 juni till den 20 december 1973.
Blanco var vice regeringschef mellan 1967 och 1973, och sågs som efterträdare till diktatorn Francisco Franco.

## Död
Den 20 december 1973 lämnade Spaniens premiärminister Blanco kyrkan San Francisco de Borja på Calle de Serrano i centrala Madrid tillsammans med sin chaufför och livvakt. När bilen han färdades i passerade en fjärrstyrd bomb, som av ETA placerats i en tunnel under gatan, utlöstes denna och bilen slungades tjugo meter upp i luften, rev upp en stor krater i marken, och dödade premiärministern, livvakten och chauffören samt skadade fyra andra människor.
Amiral Blanco besökte varje morgon vid samma tidpunkt San Francisco de Borja-kyrkan för att gå i mässan. Han färdades alltid samma väg. Det var således inga problem för ETA att planera hur mordet skulle begås. De hyrde en källarlokal längs den gata premiärministern brukade åka till och från kyrkan. Ifrån denna lokal grävde de en tunnel under gatan, till denna tunneln förde de sedan sprängmedel, som de lät detonera under Blancos bil.
ETA hade placerat mellan 800 och 1000 kg sprängmedel i tunneln de grävt. Mängden sprängämne visade sig vara mer än tillräcklig, då explosionen var så kraftig att den slungade Blancos bil över en närliggande byggnad tills den landade på balkongen av dess innergård. 
Blanco skulle ha blivit Francos efterträdare och förlängt diktaturen. Han efterträddes som premiärminister av Carlos Arias Navarro och Juan Carlos som återinförde monarkin efter Francos önskemål, utsåg Adolfo Suárez som premiärminister. Suárez (som Franco betraktat som en pålitlig person och gjort honom till fascistpartiets ledare och rekommenderat honom för Juan Carlos) inledde det reformarbete som skulle demokratisera Spanien och fick kungen på sin sida.